# Harry Shapland Colt
Pour les articles homonymes, voir Colt.
Harry Shapland Colt, né le 4 août 1869 à Highgate et mort le 21 novembre 1951 à East Hendred dans le Berkshire, marié à Charlotte Laura Dewar, fille du physicien James Dewar est un architecte paysagiste britannique spécialisé dans les terrains de golf.

## Biographie
Il étudie à la Monkton Combe School puis à l'université de Clare-Cambridge où il obtint un B.A. en droit en 1890. Sportif accompli, il est successivement capitaine de l'équipe première de cricket puis de rugby à XV, double champion d'aviron en couple et de tennis en 1884 et 1886 et champion d'athlétisme en 1885.
En 1890, il devient capitaine de l'équipe de golf de l'université de Cambridge  et remporte la coupe du Royal & Académic Jubilee en 1891 et 1893.
À la fin de ses études, il est nommé associé dans le cabinet d'Hastings Sayer & Colt en 1894. Mais le golf reste sa passion première et en 1895 il participe à la conception du practice de Rye, duquel il devint secrétaire honorifique. En 1897, il devint membre fondateur du Royal & Ancient Rules of Golf Committee. En 1901, il est élu au poste de secrétaire du nouveau club de Sunningdale. En 1908, il est sélectionné pour représenter l'Angleterre contre l'Écosse au championnat de golf. Dès lors, il consacre sa carrière à ce sport. 
Durant quelques années, il travaille avec le docteur Alister MacKenzie pour remodeler les parcours de l'Eden Course à Saint Andrews, Royal Portrush en Irlande, Pine Valley et Augusta aux États-Unis. Puis en 1928, il s'associe à Charles Alison et John Morrison pour fonder la Colt, Alison & Morrison Ltd, dont il fut directeur jusqu'en 1945. Durant cette période, il remodèle plus de 300 parcours et en modifie 115, toujours en cherchant le stratégique plutôt que le « punitif ».

## Liste partielle des parcours de Colt
- Real Club de la Puerta de Hierro en Espagne en 1904,
- Alwoodley de Leeds en Angleterre en 1907,
- Toronto Golf Club au Canada en 1912,
- Granville en France en 1912,
- Eden Course de Saint Andrews en Écosse en 1913,
- Golf de Saint-Cloud en France en 1913,
- Golf du Phare à Biarritz et Anglet en France,
- Golf de Cannes-Mougins en France en 1923[2],
- Milwaukee Country Club aux États-Unis en 1929,
- Falkenstein à Hambourg en Allemagne en 1930,
- Le Touquet-Sea-Course au Touquet-Paris-Plage en France en 1931…

## Pour approfondir